# アビが鳴く
「アビが鳴く」（あびがなく）は、ポルノグラフィティの楽曲。2023年5月31日にSME Recordsより52作目のシングルとして配信リリースされた。

## 概要
ポルノグラフィティと広島県のコラボプロジェクト第1弾。
シングルとしては前作『テーマソング』から約1年8か月ぶりのリリースとなる。
ジャケット及びアーティスト写真は「アビが空の大海を泳いでいるような蒼く広い大空の下、メンバーが故郷を想うような眼差しを空へ向けたもの」となっており、リリース日の5月31日にはアーティスト写真と同じ構図の写真に歌詞を載せたLyric PhotoがTwitter、Instagram等で公開された。なお、ジャケットのタイトル文字は新藤の手書きである。

## 収録曲
| #  | タイトル       | 作詞     | 作曲     | 編曲                   | 時間 |
| -- | -------------- | -------- | -------- | ---------------------- | ---- |
| 1. | 「アビが鳴く」 | 新藤晴一 | 岡野昭仁 | tasuku, PORNOGRAFFITTI | 4:48 |

## 楽曲解説
1. アビが鳴く
『G7広島サミット』応援ソング
  - 2023年5月19日から5月21日にかけて広島県で開催された第49回先進国首脳会議（G7広島サミット）を契機に書き下ろされた楽曲で[3][4]、タイトル及び歌詞には広島県の県の鳥であるアビ[注釈 1]が用いられている[14][11]。
  - 楽曲は広島県出身アーティストの目線から世界へ向けたメッセージソング[注釈 2]となっており、岡野は「大切な故郷広島が、世界にとっても大切な場所になることを願い歌った曲です」、新藤は「平和。歌にするには大きすぎるテーマですが、自分の言葉にしてみたらこうなりました」とコメントしている[10][15][16]。
  - 5月12日から6月18日にかけて『ポルノグラフィティ×広島県「メッセージ to ひろしま」投稿キャンペーン』と題し、「大切なひろしま」をテーマにした写真を募集するキャンペーンがSNS上で実施された[15][16]。最終的には5000件を超える応募があり、その中からピックアップした300点以上の写真と、広島の名所や広島に暮らす人たちのシーンによって構成されたメッセージビデオ「メッセージ to ひろしま」が7月11日より公開された[17][18][19][20]。同メッセージビデオには広島県出身の竹内希来里（日向坂46）、向井純葉（櫻坂46）が出演しており、本楽曲の世界観をダンスで表現している[17][19][20]。
  - 2023年8月6日に出演した『ROCK IN JAPAN FESTIVAL 2023』では、同日が広島に原爆が投下された日であることに触れ、本楽曲を初披露した[21][22]。

## Guest Musicians
- Bass: 山口寛雄
- Programming & All Other Instruments: tasuku

## 収録作品
シングル
- 52ndシングル『解放区』

アルバム
- ベストアルバム『ポルノグラフィティ全書 〜ALL TIME SINGLES〜』

ライヴ映像
- 52ndシングル『解放区[注釈 3]』
- ベストアルバム『ポルノグラフィティ全書 〜ALL TIME SINGLES〜[注釈 4]』
- ライヴ映像作品『19thライヴサーキット "PG wasn't built in a day" Live at TOKYO ARIAKE ARENA 2024』

ライヴ音源
- ライヴアルバム『19thライヴサーキット "PG wasn't built in a day" Live at TOKYO ARIAKE ARENA 2024』